# S/S Pasop
S/S Pasop (norska: DS Pasop) är en norsk bogserbåt, som byggdes 1908 av Glommen Mekaniske Verksted AS i Fredrikstad för Haldenvassdragets Fløtningsforening.
S/S Pasop har en tvåcylidrig kompoundångmaskin. Hon var från början 35 fot lång, men detta visade sig vara för kort för tunga timmersläp. Hon förlängdes därför 1928 med åtta fot.
S/S Pasop var i bruk som varpbåt på Haldenvassdraget till 1959, varefter den användes som fritidsbåt. År 1973 såldes S/S Pasop på auktion till en köpare i Oslo. Denne donerade 1996 båten till Stiftelsen D/S Engebret Soot. Därefter flyttades den till Ørje, där hon fortfarande (maj 2015) är under restaurering på Haldenvassdragets kanalmuseum.